# 楠航空
楠航空（NAM Air）是印度尼西亚的一家航空公司，总部位于雅加达中区，2013年12月11日开始运营。楠航空是三佛齐航空的子公司，拥有10架包含8公务舱和112经济舱的波音737-500和5架ATR 72-600。“楠航空”一名来自执行董事长Chandra Lie的父亲Lo Kui Nam。2013年9月26日，三佛齐航空宣布将购入100架N-250支线涡桨飞机供其未来发展。印尼民航局将楠航空列为第一类（最高等级）安全航空公司。

## 历史

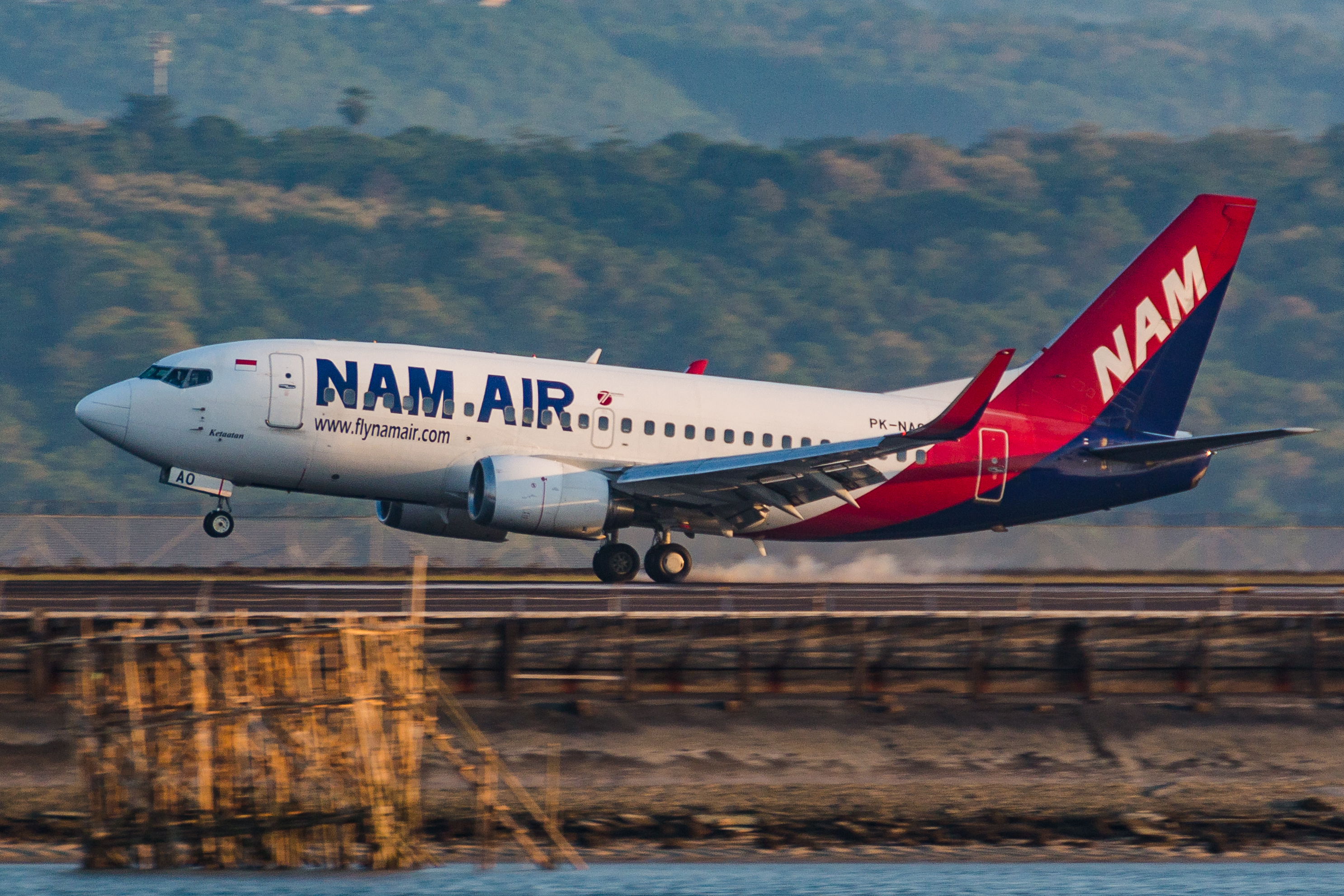
楠航空波音737-500降落在巴厘岛伍拉·赖国际机场

最初，楠航空被设定为提供全方位服务的航空公司，用以同嘉鲁达印尼航空和狮子航空的全方位服务部门空中喷气航空（后更名巴泽航空）竞争。随后，这一计划被取消，三佛齐航空将楠航空设定为与狮航旗下飞翼航空、嘉鲁达旗下马巴提努山塔拉航空竞争的支线航司。三佛齐航空负责干线航班，楠航空负责支线航班。
2013年9月26日，三佛齐航空宣布成立子公司楠航空，并将于10月首航，由于印尼交通运输部尚未颁发AOC牌照，首航计划被推迟。11月29日，楠航空取得了AOC牌照，并在12月11日完成首航，从雅加达飞往邦加槟港。随后在12月19日，相继开通了雅加达飞往坤甸、坤甸飞往日惹的商业航班。
在2013年成立时，楠航空是印尼唯一一家允许女空中服务员包头巾（希贾布）的航司，母公司三佛齐航空在2015年11月也开放了此政策。东南亚的部分航司也跟进开放了这一政策，包括文莱皇家航空。印尼的其他航空公司仅在朝觐航班、飞往中东地区特别是沙特阿拉伯的航班上允许女空服员包头巾。

## 目的地
楠航空提供印度尼西亚国内航线以及一条飞往东帝汶帝力的航线，目的地如下：
印度尼西亚
- 爪哇和努沙登加拉
  - 阿洛岛（马利机场）
  - 巴厘岛（伍拉·赖国际机场）
  - 巴贾瓦（图勒雷洛·索阿机场）
  - 比马（苏丹穆罕默德·萨拉胡丁机场）
  - 英德（赫·哈桑·阿罗波斯曼机场）
  - 雅加达（苏加诺-哈达国际机场）
  - 拉布汉巴焦（科莫多机场）
  - 古邦（埃尔·塔里国际机场）
  - 毛梅雷（弗兰斯·泽维尔·塞达机场）
  - 鲁滕（弗兰斯·萨雷斯·勒嘎机场）
  - 三宝垄（艾哈迈德·雅尼国际机场）
  - 梭罗（阿迪·苏马尔莫国际机场）
  - 泗水（朱安达国际机场）
  - 坦波拉卡（坦波拉卡机场）
  - 瓦英阿普（温布·梅杭·昆达机场）
  - 日惹（阿迪苏吉普托国际机场）
- 苏门答腊和廖内群岛
  - 班达楠榜（雷丁·印甸二世机场）
  - 卢布林高（希兰帕里机场）
  - 巨港（苏丹马赫穆德·巴达鲁丁二世国际机场）
  - 邦加槟港（德帕蒂·阿米尔机场）
  - 丹戎潘丹（H.A.S.哈南柔丁国际机场）
- 加里曼丹
  - 马辰（沙姆斯丁·努尔国际机场）
  - 吉打邦（拉哈迪·奥斯曼机场）
  - 庞卡兰布翁（伊斯坎达尔机场）
  - 坤甸（苏巴迪奥国际机场）
  - 普图西包（庞苏马机场）
  - 三马林达（阿吉王爵天猛公普拉诺托国际机场）
  - 桑皮特（赫阿桑机场）
  - 新当（德柏利安机场）
  - 打拉根（朱瓦塔国际机场）
- 苏拉威西和马鲁古
  - 安汶（巴蒂穆拉国际机场）
  - 万鸦老（萨姆·拉图兰吉国际机场）
  - 特尔纳特（苏丹巴布拉机场）
- 西巴布亚和巴布亚
  - 比亚克（弗兰斯·凯西波国际机场）
  - 法克法克（法克法克托利亚机场）
  - 查亚普拉（仙谷国际机场）
  - 凯马纳（乌塔罗姆机场）
  - 瓦伊赛（马林达机场）

东帝汶
- 帝力（尼古劳·洛巴托总统国际机场）

## 机队

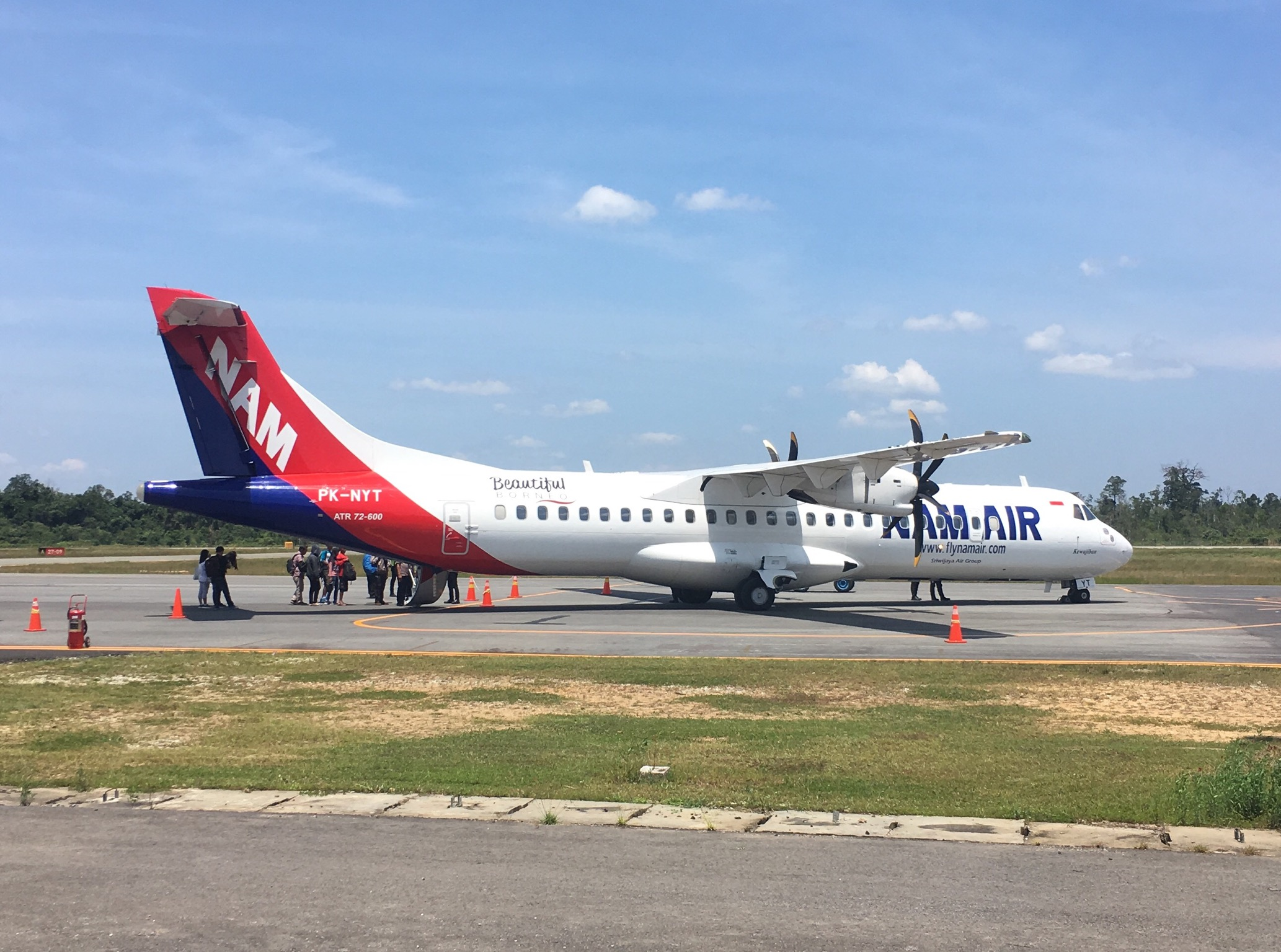
新当德柏利安机场的一架楠航空ATR 72-600

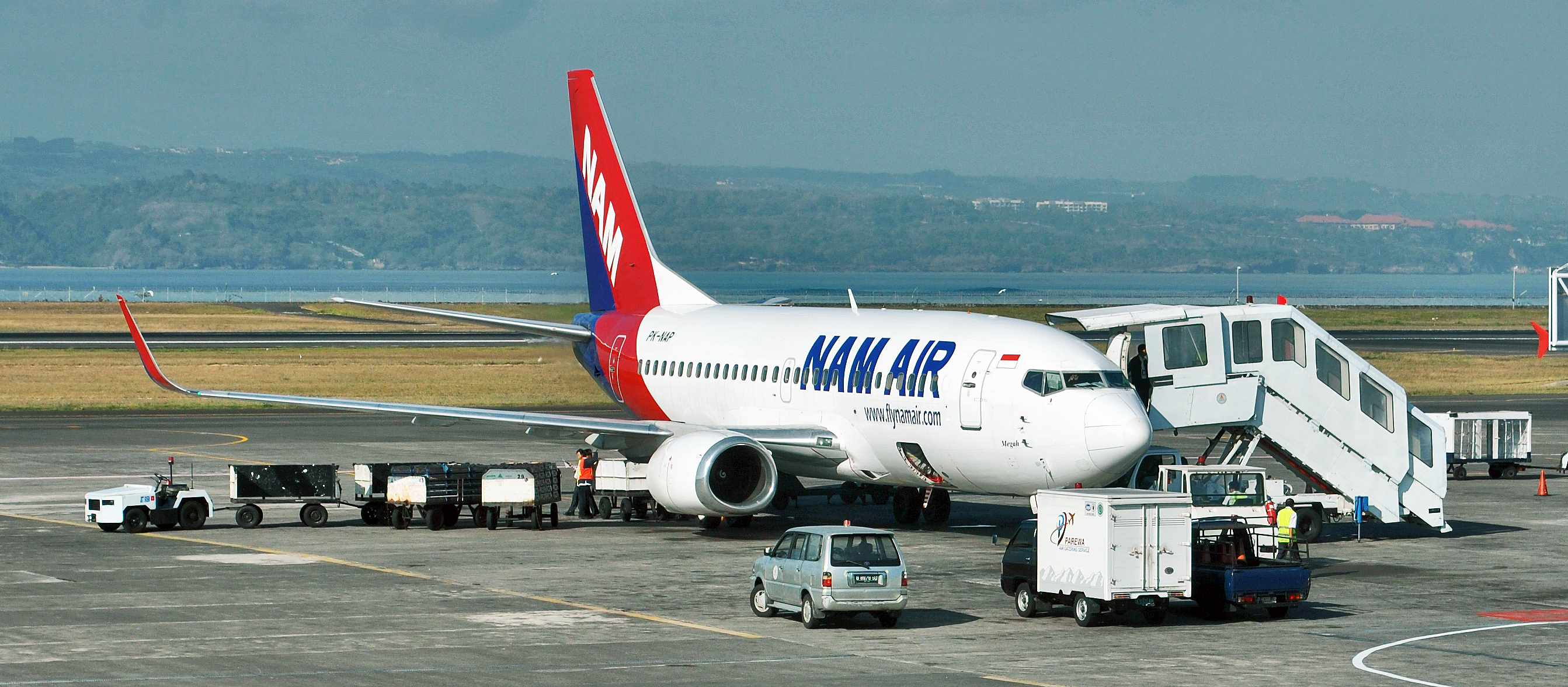
巴厘岛伍拉·赖国际机场的一架楠航空波音737-500

截止2019年8月，楠航空的机队包含以下飞机：
| 型号        | 在役 | 订购 | 座舱 | 座舱 | 座舱 | 备注 |
| 型号        | 在役 | 订购 | 公务 | 经济 | 合计 | 备注 |
| ----------- | ---- | ---- | ---- | ---- | ---- | ---- |
| ATR 72-600  | 5    | 1    | 0    | 72   | 72   |      |
| 波音737-500 | 11   | —    | 8    | 112  | 120  |      |
| Total       | 16   | 1    |      |      |      |      |

## 欧盟禁飞（已解除）
因出现在不符合飞往欧盟机场的必要安全标准的承运人名单中，楠航空被禁止进入欧盟领空。2018年6月14日，楠航空与其他印尼航司一道被解除禁飞限制。